# ایلمار کولام
ایلمار کولام (استونیایی: Ilmar Kullam; ۱۵ ژوئن ۱۹۲۲ – ۲ نوامبر ۲۰۱۱) بازیکن بسکتبال استونیایی‌تبار اهل شوروی بود.
وی در مسابقات کشوری و بین‌المللی در مجموع برندهٔ ۳ مدال طلا، ۱ مدال نقره شده‌است.